# Il pirata dello sparviero nero
Il pirata dello sparviero nero è un film del 1958 diretto da Sergio Grieco.

## Trama
Nel ducato di Monforte, nell'anno 1550, un usurpatore, avvalendosi di mezzi sleali, ha cacciato il vecchio Duca e detiene il potere angariando la popolazione con vessazioni e soprusi. Non contento, assolda una banda di saraceni che, secondo gli ordini ricevuti, assalta il paese dove il Duca si è rifugiato condannandolo a morte. Dal saccheggio del paese si salvano i due figli del Duca. Uno di essi, un bambino di dieci anni, si smarrisce nella mischia. L'altra figlia, una giovane ventenne, viene ritrovata da Riccardo, fedele fattore del Duca. Lui raccoglie attorno a sé un gruppo di animosi e, assumendo il nome di Sparviero Nero, inizia la lotta contro l'usurpatore. Uccide il capo dei saraceni, taglia i rifornimenti al castello ma, mentre sta assalendo un convoglio, il Duca invade l'accampamento dei pirati e rapisce la donna. Riccardo si costituisce e, nel frattempo, l'amante dell'usurpatore viene a sapere che il figlio minore del Duca è rifugiato presso una famiglia di contadini. Tenta di tradire il falso regnante, ma questi lo scopre, rapisce il bambino e lo fa uccidere dal Nero, suo uomo di fiducia. La figlia del Duca accetta di sposare l'usurpatore, ma con un abile stratagemma Riccardo s'introduce con alcuni suoi fidi nel cortile, durante la festa nuziale. Si accende la lotta, che in principio sembra volgere a favore dell'usurpatore, ma Riccardo riesce a fuggire e solleva la popolazione che prende d'assalto il castello. Riccardo riesce a uccidere l'usurpatore, la pace scende su Monforte e i protagonisti coronano il loro sogno d'amore.

## Distribuzione
Il film, iscritto al Pubblico registro cinematografico con il n. 2.037, venne presentato alla Commissione di revisione cinematografica l'11 novembre 1958, ottenendo il visto censura n. 28.115 del 12 novembre 1958 per una lunghezza di 2.450 metri. Ebbe un incasso di 312.350.000 lire e venne proiettato in Francia - paese coproduttore - con il titolo Le pirate de l'epervier noir. Inoltre, in Germania venne proiettato con il titolo Der korsar von Monte Forte e nei paesi anglofoni con il titolo The pirate of the Black Hawk. Tra gli altri tecnici, Guido Zurli è l'aiuto regista, Mario Caiano è assistente regista ed Enzo Musumeci Greco è il maestro d'armi.